# Габрієль Трухільйо Солер
Габрієль Трухільйо Солер (ісп. Gabriel Trujillo Soler; нар. 30 вересня 1979) — колишній іспанський тенісист.
Найвищу одиночну позицію світового рейтингу — 209 місце досяг 23 липня 2007 року.

## Фінали турнірів ATP

### Одиночний розряд (1–1)
| Легенда                  |
| Серія ATP Челленджер (1) |

| Результат | W/L | Дата       | Турнір                 | Покриття | Суперник              | Рахунок  |
| --------- | --- | ---------- | ---------------------- | -------- | --------------------- | -------- |
| Поразка   | 0–1 | 5 Лип 2004 | Будайорш, Угорщина     | Ґрунт    | Ігнасіо Гонсалес Кінґ | 4–6, 4–6 |
| Перемога  | 1–1 | 9 Лип 2007 | Оберштауфен, Німеччина | Ґрунт    | Філіпп Пецшнер        | 6–4, 6–4 |